# Desiderii Marginis
Desiderii Marginis (pol. „krawędź snów”) – szwedzki projekt muzyczny powstały w 1993 roku w miejscowości Mjölby z inicjatywy multiinstrumentalisty Johana Levina. Wkrótce potem Levin zrealizował trzy wydawnictwa Consecrare, Via Peregrinus oraz Triptych wydane we własnym zakresie o ograniczonym nakładzie. Część nagrań ukazała się na debiutanckim albumie projektu pt. Songs Over Ruins, który został wydany w 1997 roku nakładem wytwórni muzycznej Cold Meat Industry.

## Dyskografia
- Songs Over Ruins (1997[4])
- Deadbeat (2001[5])
- Strife (2004[6])
- Desiderii Marginis / Moan / Artefactum – Lost Signals From Unknown Horizons (2004, 3 way split[7])
- The Ever Green Tree (2005[8], 2007[9])
- That Which Is Tragic And Timeless (2005[8])
- Seven Sorrows (2007[10])
- Years Lend A Golden Charm (2009[11])
- Procession (2012)
- Hypnosis (2014)
- Thaw (2014)
- Vita Arkivet (2018)
- Departed  (2020)
- Serenity / Rage (2023)
- Bathe in Black Light (2024)

### Kompilacje
- Różni wykonawcy – ...And Even Wolves Hid Their Teeth And Tongue Wherever Shelter Was Given (1995)
- Różni wykonawcy – The Absolute Supper (1998)
- Różni wykonawcy – Love And Death – Trisol Bible Chapter (2001)
- Różni wykonawcy – The Last Bleak Days (2002)
- Różni wykonawcy – Viscera V.Zero (2002)
- Różni wykonawcy – Flowers Made Of Snow (2004)
- Różni wykonawcy – Oderint, Dum Metuant (2004)
- Różni wykonawcy – Sonic Seducer Cold Hands Seduction Vol. 37 (2004)
- Różni wykonawcy – Subterranean Ways Of Thinking (2004)
- Różni wykonawcy – A Tribute To Zdzislaw Beksinski (2005[12])
- Różni wykonawcy – Sonic Seducer Cold Hands Seduction Vol. 45 (2005)
- Różni wykonawcy – Death Odors III (2006)